# Preston Shumpert
Preston Anthony Shumpert (Muncie, 20 agosto 1979) è un ex cestista statunitense, professionista in Europa.

## Caratteristiche tecniche
Era una guardia-ala di 198 centimetri in grado di penetrare e di segnare dalla media e lunga distanza.

## Carriera
Cresciuto cestisticamente nelle file della Syracuse University, passa poi nel vecchio continente. Dapprima in Francia, con il Besançon, in seguito arriva anche in Italia. In un primo momento milita in Legadue con Montecatini, poi sale di categoria e gioca un anno nella massima serie a Livorno. Successivamente viene ingaggiato da club più blasonati quali Olimpia Milano, Fortitudo Bologna e Benetton Treviso.

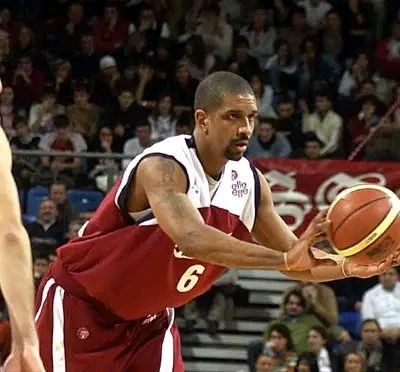
Preston Shumpert con la maglia del Basket Livorno

Dal 2007 gioca in Turchia. Ha prima militato nel Beşiktaş e nell'Efes Pilsen, ora milita nel Galatasaray.
Con la Benetton ha vinto la Coppa Italia di pallacanestro maschile 2007.
Il 26 luglio 2012 firma con il Petkim Aliağa.
È sposato e ha due figli.

## Palmarès
- Coppa Italia: 1

Pall. Treviso: 2007
- Campionato turco: 1

Efes Pilsen: 2008-2009
- Coppa di Turchia: 1

Efes Pilsen: 2008-2009
- Coppa del Presidente: 2

Efes Pilsen: 2009
Galatasaray: 2011